# Lliga Regionalista
La Lliga Regionalista fou un partit polític conservador català que va aparèixer per la fusió de la Unió Regionalista amb el Centre Nacional Català el 25 d'abril de 1901. Gràcies al triomf de la candidatura dels «quatre presidents» (Sebastià Torres, Albert Rusiñol i Prats, Bartomeu Robert i Yarzábal i Lluís Domènech i Montaner) es va consolidar i se li va unir la Lliga de Catalunya. El seu primer secretari era Ferran Agulló i Vidal.
La base del programa de la Lliga era des d'un vessant monàrquic i conservador. En els seus estatuts afirmava el propòsit de lluitar per l'autonomia catalana dins l'Estat espanyol. El seu òrgan era el diari La Veu de Catalunya (1899-1936) que coexistí amb la revista satírica ¡Cu-cut!, entre 1902 i 1912.

## Creació de la Lliga Regionalista (1898-1901)
El fet clau que condicionà la creació de la Lliga Regionalista fou el desastre del 98. La derrota espanyola i la pèrdua de bona part de les seves províncies d'ultramar feren trontollar el règim de la Restauració i propicià que el sector regeneracionista del partit conservador encapçalat per Francisco Silvela arribés al poder al mateix any. Paral·lelament, el general Camilo García de Polavieja (el qual seria ministre de guerra el 1899) va aconseguir atreure el regeneracionisme alguns sectors de la burgesia catalana amb la promesa d'una descentralització de l'estat. Aquests crearen el 1898 Junta Regional d'Adhesions al Programa del General Polavieja.
Amb tot, aquesta consonància entre el govern i la burgesia catalana es va esvair ben aviat. El 1899, s'aprova la llei de pressupostos el ministre d'hisenda, Raimundo Fernández Villaverde, la qual preveia una pujada dels impostos a la burgesia per portar a terme les reformes al règim.
Aquesta pujada dels impostos fou vist com un atac vers Catalunya i propicià la creació de dos nous grups catalanistes: el Centre Nacional Català i la Unió Regionalista. El primer el formaven bàsicament joves amb vocació política com Enric Prat de la Riba o Francesc Cambó mentre que el segon l'integraven polítics més veterans de la burgesia industrial i amb una notable influència entre els comerciants.
A més a més, l'altra conseqüència va ser el tancament de caixes. A partir del 20 d'octubre de 1899 i els mesos següents molts propietaris de les indústries i comerços de Barcelona i d'algunes ciutats del voltant es negaren a pagar els impostos al govern de Silvela com a forma de protesta.
El 1900 el Centre Nacional Català i la Unió Regionalista iniciaren una estreta col·laboració. És per això que a l'any següent els dos grups es fusionaren per originar el primer partit polític catalanista: la Lliga Regionalista, concretament el 25 d'abril de 1901. Es considera a la Lliga com el primer partit espanyol modern. Amb el temps també s'hi afegirien alguns polítics que havien militat als partits dinàstics.
Així doncs, la Lliga Regionalista era un partit catalanista, conservador i monàrquic (emmarcat, evidentment, dins del liberalisme). Els seus objectius polítics serien l'obtenció de l'autonomia per Catalunya (regionalisme) i una modernització d'aquesta. La seua base social l'integraren, bàsicament, la burgesia catalana (tant la de la ciutat com la del camp). També tingueren el suport d'alguns elements de l'Església i, per extensió, als seus fidels.
Poques setmanes després de la seva creació, la Lliga es presentà a les eleccions generals (19 de maig). Tot i la corrupció electoral, la Lliga obtingué una inesperada victòria a Barcelona que va trencar per primer cop el bipartidisme dels partits dinàstics obtenint 6 diputats a les Corts.

## Primers èxits

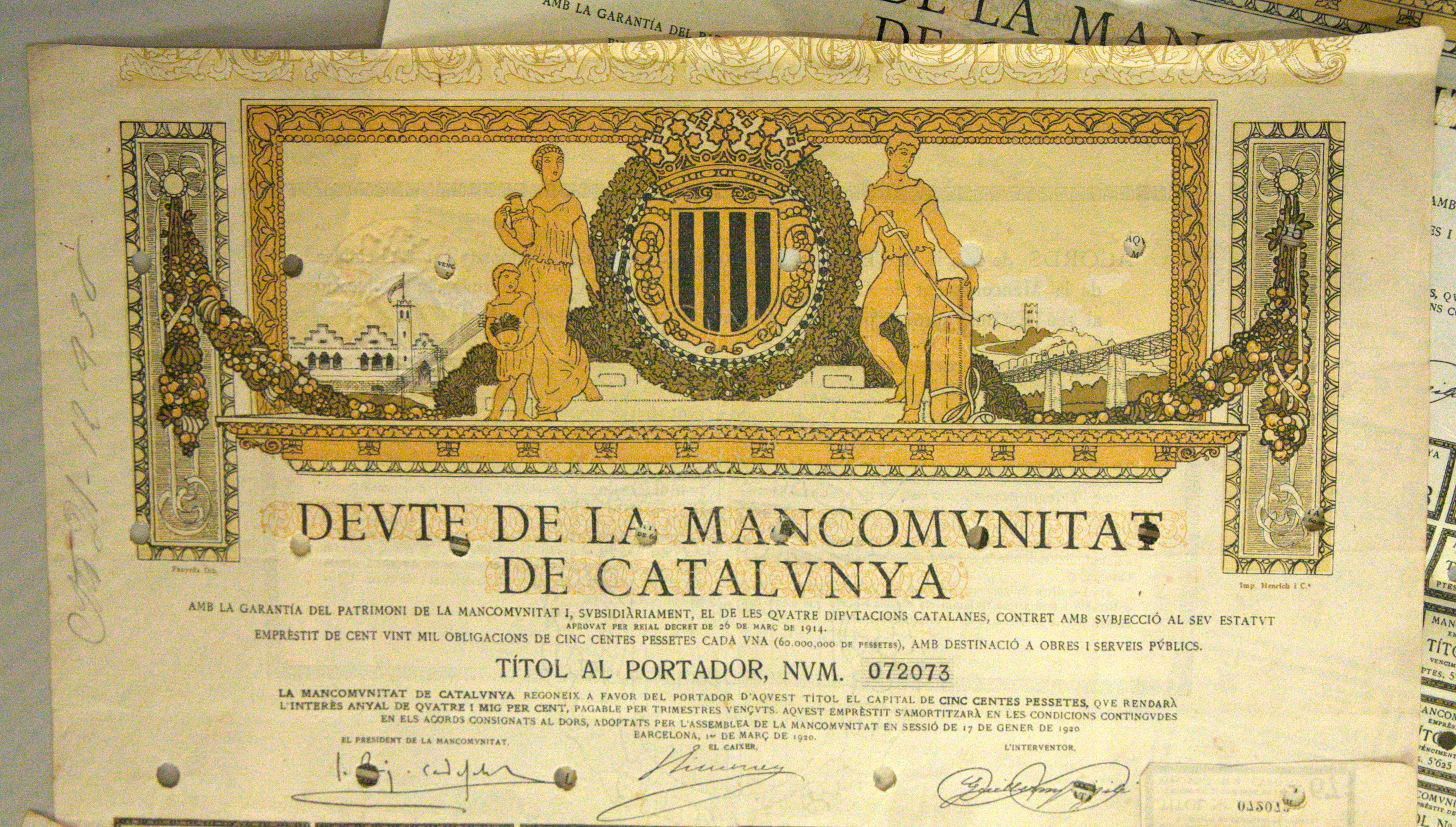
Deute Públic de la Mancomunitat de Catalunya

L'èxit de les eleccions del 1901 no es va repetir a les del 1903, i això li va provocar una forta crisi, esperonada pel Partido Republicano Radical creat per Alejandro Lerroux. El lerrouxisme defensava l'anticlericalisme, l'espanyolisme i la violència. El 1904 se li va escindir l'ala liberal, formada per Jaume Carner i Romeu, Domènech i Montaner i Joaquim Lluhí i Rissech en no estar aquests d'acord en la decisió de Prat de la Riba i Cambó d'acollir amb un discurs de benvinguda al rei Alfons XIII a la seva visita d'abril de 1904.
D'aquesta manera, la Lliga esdevingué un partit essencialment dretà afavorit per la davallada dels partits monàrquics a Catalunya, i oferia als sectors conservadors una ideologia i un programa mobilitzador acceptable i que era l'única possibilitat eficaç d'oposar-se als partits republicans. A les eleccions per a la renovació de l'Ajuntament de Barcelona de novembre del 1905, la Lliga assolí una victòria sorollosa, que fou celebrada amb l'anomenat Banquet de la Victòria, que va provocar l'afer del Cu-cut!', i la promulgació de la llei de jurisdiccions pel govern de Segismundo Moret.
Per tal de mostrar la fortalesa electoral del catalanisme contra la llei de jurisdiccions van promoure la unitat de tots els partits catalans (llevat el de Lerroux) en la coalició Solidaritat Catalana que de fet dirigí la Lliga, atès que era el partit més ben organitzat. El triomf a les eleccions del 1907 fou espectacular, però aviat s'evidenciaren diferències entre la Lliga i altres partits més esquerrans, i l'escissió es consumà amb les eleccions municipals del maig del 1909 i, sobretot, amb l'esclat de la Setmana Tràgica (juliol del 1909), davant la qual els sectors de dreta i d'esquerra de la Solidaritat adoptaren actituds divergents. La Lliga es posà al costat del govern d'Antoni Maura, sense que deixés de propugnar el manteniment de la solidaritat a les eleccions de l'octubre del 1909. La Lliga va perdre força a Barcelona, bé que es mantingué en altres districtes; a les eleccions del 1910 la Lliga fou incapaç d'arribar a un acord amb la Unió Federal Nacionalista Republicana i això suposà la definitiva defunció de la Solidaritat Catalana.
Tanmateix, la Lliga es va refer a les eleccions de 1911 i 1913, quan el president de govern espanyol Eduardo Dato publicava el decret que autoritzava la creació de mancomunitats de diputacions provincials, cosa que consolidà el prestigi de la Lliga i li donà la direcció efectiva de la política catalana. En constituir-se la Mancomunitat de Catalunya, un home de la Lliga Enric Prat de la Riba, fou elegit president per unanimitat. L'esclat de la Primera Guerra Mundial, conflicte on va donar suport a la neutralitat espanyola, amb la prosperitat econòmica que suposà durant els primers anys per a la burgesia catalana, reforçà encara més la seva posició hegemònica en la política catalana. En caure el govern Dato (desembre del 1915) i pujar al poder els liberals, el nou ministre de la governació, Santiago Alba, intentà destruir poder de la Lliga, aliat amb partits republicans (pacte de La Castellana, abril del 1916). Per contra, un mes abans, Prat de la Riba redactà el manifest Per Catalunya i l'Espanya gran, signat pels membres de la Lliga, que anunciava la nova política del partit: la conquesta de l'ideal iberista basat en la federació dels pobles peninsulars.

## Participació en el govern espanyol
La crisi de la monarquia, el 1917 la va empentar a impulsar l'Assemblea de Parlamentaris, però la va abandonar i a través de Francesc Cambó acabà acceptant de participar en el govern el novembre del 1917. Ramon d'Abadal i Calderó, nou president de la Lliga, impulsà estendre l'ideari federatiu per la resta d'Espanya, i assolí un cert ressò al País Valencià, a Galícia, al País Basc i a les Illes Balears; i amb Joan Ventosa i Calvell, Pere Rahola i Francesc Cambó organitzaren reunions i conferències per predicar el regionalisme i obtenir suport a la política de la Lliga. Tanmateix, els resultats de les eleccions del 1918 reflectiren poc suport fora de Catalunya, i una nova crisi de govern entre Santiago Alba i Cambó, aleshores ministre de foment, va apartar la Lliga del poder i la tornà a l'oposició, on cooperà en el moviment a favor del projecte d'Estatut d'Autonomia de Catalunya el novembre del 1918. Tres membres seus figuraren en la comissió que redactà un projecte d'estatut que fou lliurat al govern, cosa que provocà una nova crisi.
Francesc Cambó va intentar mantenir la Lliga al marge de la pugna entre l'esquerra catalanista i la monarquia amb la seva frase Monarquia? República? Catalunya!, però les revoltes obreres que culminaren amb la vaga de La Canadenca (febrer-març del 1919) i, l'aparició de la Unión Monárquica Nacional, fundada i presidida per Alfons Sala i Argemí, que volia guanyar-se el suport dels elements conservadors de la Lliga, el van deixar en una posició força difícil. Malgrat això i la crisi industrial dels anys vint, va guanyar les eleccions del 1920, 1921 i 1922. Després del desastre d'Annual el 1921 Francesc Cambó fou nomenat ministre de finances d'un nou govern d'Antoni Maura sense contrapartides al catalanisme. Això, però, provocà que el juny del 1922 se li escindís el sector més nacionalista, que formà Acció Catalana, que li va prendre molts vots a les eleccions provincials de juny del 1923, malgrat l'enfonsament de la Unión Monárquica Nacional d'Alfons Sala.
Això va crear en la Lliga un ambient de simpatia amb el cop d'estat de Primo de Rivera el 13 de setembre de 1923, ja que hi veien una liquidació de la política iniciada per Antonio Cánovas del Castillo i una garantia contra el problema obrer. Però quan Primo de Rivera mostrà les seves intencions reals, intentaren lliurar una protesta a Alfons XIII i més tard foren d'il·legalitzada, els seus centres dissolts o clausurats, i el diari La Veu de Catalunya sotmès a censura prèvia.

## Pèrdua de l'hegemonia a Catalunya

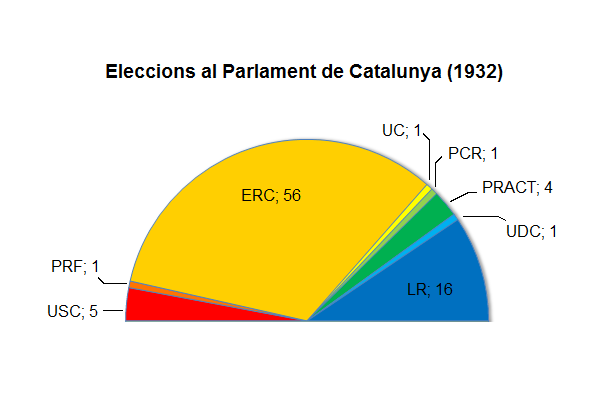
Les eleccions al Parlament de Catalunya de 1932 constataren la pèrdua de poder de la Lliga a Catalunya (blau fosc). El partit es va mantenir com la segona força catalana però molt lluny d'ERC (groc).

La caiguda de la dictadura de Primo de Rivera el gener de 1930 va permetre la seva tornada a l'escena política, però la malaltia de Francesc Cambó i el carisma de Francesc Macià li restà popularitat. Es va reestructurar el partit i se'n va renovar l'estratègia, centrada en les tesis que havia exposat Cambó en el seu llibre Per la concòrdia (1930; escrit el 1927). Participà, a través de Joan Ventosa i Calvell (finances), en el darrer govern de la monarquia. Però els resultats de les eleccions del 12 d'abril de 1931, que donaren la victòria a Esquerra Republicana de Catalunya, i la fugida, proclamada la República, d'Alfons XIII els obligà a canviar de tàctica. Ramon d'Abadal i Calderó oferí el seu suport a Francesc Macià en la lluita per l'autonomia catalana i acceptà el canvi de règim.
La Lliga col·laborà en el plebiscit a favor de l'Estatut l'agost del 1931, i s'aprofità electoralment de l'enfonsament d'Alejandro Lerroux i de les divisions al si d'Acció Catalana per a millorar posicions a les eleccions al primer Parlament de Catalunya, tot agrupant els sectors conservadors catalans. El 1933 canvià el seu nom pel de Lliga Catalana.
A l'inici de la Guerra Civil espanyola a Catalunya es va desencadenar una onada de repressió contra els sectors als quals es considerava afins als revoltats, principalment religiosos catòlics i simpatitzants de la Lliga.
El fracàs del cop militar de juliol de 1936 a Barcelona i el consegüent procés revolucionari que es va viure, amb la formació de milícies armades de les organitzacions esquerranes, va ocasionar una dura repressió sobre els simpatitzants de la Lliga, vistos com a col·laboradors dels revoltats. Dins el procés de la Guerra Civil Espanyola, la Lliga va acabar dissolent-se i alguns dels seus militants es van integrar dins el partit únic creat pel general Franco. Francesc Cambó i els principals membres dirigents de la Lliga Catalana (abans Lliga Regionalista) van col·laborar amb els revoltats durant la guerra. Les seves activitats profranquistes es van dur a terme fonamentalment a França i Itàlia.
A París es va crear un Oficina de Premsa i Propaganda finançada inicialment per Cambó, per elaborar informes confidencials per al Servei d'Informació Secreta de l'Ambaixada Nacional a París, confeccionar un butlletí regular (Bulletin d'Information Espagnole) en francès i castellà, editar i publicar llibres i pamflets a fabor del bàndol feixista, com la revista Occident, la principal publicació periòdica europea favorable a la causa franquista.
També es van organitzar uns serveis d'espionatge en contacte permanent amb la Delegació de Premsa i Propaganda de Salamanca. Membres destacats de la Lliga Catalana van formar part del Servei d'Informació de el Nord-est d'Espanya (SIFNE) que gràcies a ells havia establert una important xarxa d'espionatge a Barcelona i Catalunya.
També van participar en les emissions de Ràdio Veritat, organitzada pel Comte Ciano i que emetia a partir de febrer de 1937 des d'Itàlia propaganda franquista en català i castellà. Hi van participar activament Francesc Cambó com a principal organitzador, Joan Costa i Deu, Josep Pla, Joan B. Solervicens, Ramon d'Abadal i Vinyals, Joaquim Pellicena, o Delfi Escola i Figuerola entre d'altres.

## Secció Femenina de la Lliga
A principis de la dècada de 1930 el partit havia iniciat una estratègia d'obertura cap a l'electorat femení. El 10 de gener de 1932 la junta general de socis de La Lliga de Barcelona va aprovar la sol·licitud d'acceptar les dones en el partit i la de crear una secció femenina. El mateix mes es va publicar a La Veu de Catalunya un manifest de la Secció Femenina de la Lliga que encoratjava les dones a participar en la vida política. El 15 de maig d'aquell any es va celebrar un míting al Teatre Municipal de Girona amb la presència de la secció femenina de la ciutat, que en el mateix dia va organitzar una reunió presentar oficialment el grup. El 16 de novembre de 1932 es va programar un nou míting electoral a Figueres adreçat a la secció femenina.
Encara que la presència femenina a les llistes electorals era escassa, era habitual que formessin part de reunions i mítings i que promoguessin alguns actes culturals, com una conferència de la professora de l'Escola Normal de Mestres de Girona, Carme Julià i Iglésies, titulada «La influència de la dona en la família i en la societat», i impartida el 18 de maig de 1934 al Centre Catalanista de Girona. La seva presència es va anar normalitzant en diferents territoris de Catalunya. Per exemple, l'agost de 1934 es va establir la Secció Femenina de Sant Hilari Sacalm, que va comptar amb més d'un centenar d'associades des dels inicis. També eren freqüents els anuncis a la premsa de noves delegacions locals, on es divulgaven cursos i conferències per a les militants.